# 미국 100달러 지폐

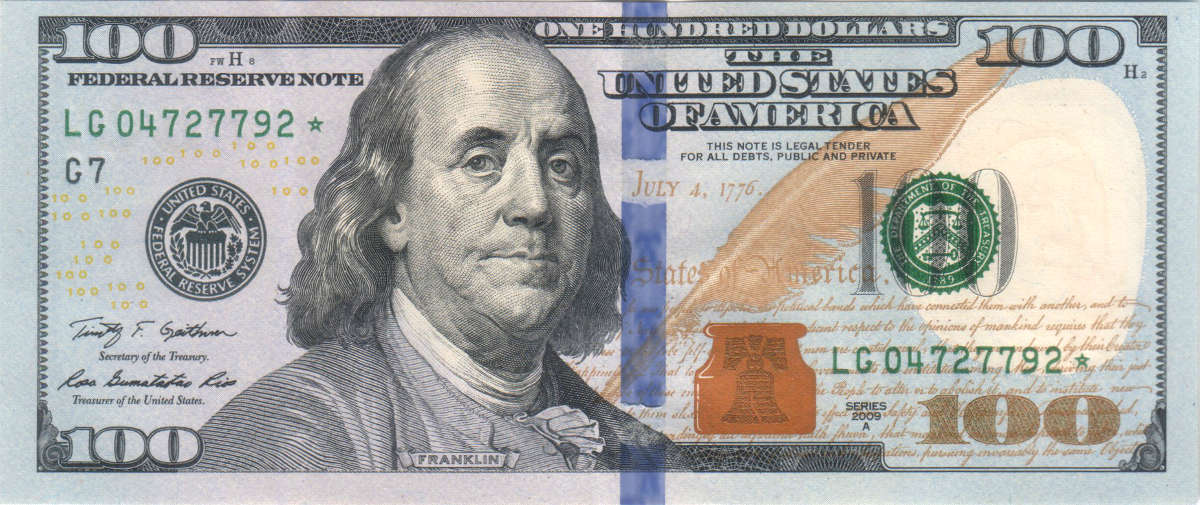
앞면.

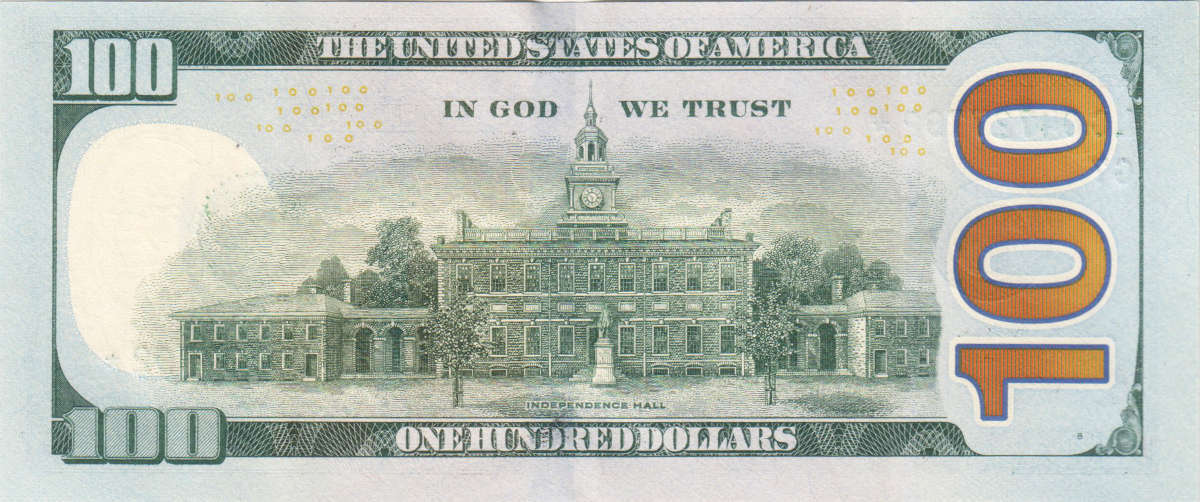
뒷면.

미국 100달러 지폐(United States one hundred-dollar bill, $100)는 미국 통화의 디노미네이션의 하나이다. 미국 건국의 아버지 벤자민 프랭클린이 지폐의 앞면에 등장한다. 뒷면에는 독립기념관의 그림이 있다. 100 달러 지폐는 1969년 7월 13일 $500, $1,000, $5,000, $10,000의 디노미네이션이 퇴출된 이래 디노미네이션 중 가장 큰 가치로서 인쇄되고 있다.
100달러 화폐는 미국 전체 유통 화폐 중 77%를 구성하지만 전 연방준비제도 이사회 의장 벤 버냉키에 따르면 전체 100달러 지폐 중 2/3 이상이 미국 밖에서 보유되고 있다.

## 같이 보기
- 미국 달러